# Freethiel Stadion
El Freethiel Stadion es un estadio de fútbol ubicado en la ciudad de Beveren, Provincia de Flandes Oriental, en Bélgica. El nombre del estadio Freethiel es una contracción del nombre de Frederik Thielemans, el hombre que poseía una pista de ciclismo en el Klapperstraat, pero la puso a disposición del club de fútbol cuando este se fundó. El estadio se inauguró en 1938 y posee una capacidad para 13 500 personas.
Es utilizado principalmente para el fútbol y fue el estadio del histórico club KSK Beveren hasta su desaparición en 2010. Hoy es utilizado por el Waasland-Beveren, un club de la Primera División de Bélgica.